# Nathan Melchior
Nathan Gerson Melchior (2. august 1811 i København – 30. januar 1872 sammesteds) var en dansk læge, bror til Moritz G., Moses og Israel B. Melchior. 
Han blev student privat 1828 og tog 1834 den kirurgiske, 1835 den medicinske eksamen. På en studierejse 1836-37 vaktes navnlig ved den berømte øjenlæge von Jaeger i Wien hans interesse for oftalmologien, og han kastede sig derefter over studiet af denne specialitet og særlig over den den gang nye operative behandling af skelen. Efter sin hjemkomst virkede han navnlig som øjenlæge og foretog talrige skeleoperationer, hvorom også både hans licentiatdisputats 1839 og hans doktordisputats 1841 drejer sig; hans heri givne, noget entusiastiske opfattelse blev i øvrigt genstand for en temmelig ugunstig kritik. Under krigen var han 1850 overlæge ved et lasaret i København. I 1851 indgav han til Kultusministeriet et forslag til Blindeinstituttets udvidelse og tidssvarende forbedring og blev det følgende år medlem af den til dette øjemed nedsatte kommission. 1853 erholdt han professortitelen og var samme år koleralæge i København. 1853-55 virkede han som privatdocent i oftalmologi. 
Da den ondartede ægyptiske øjensygdom efter krigen begyndte at brede sig i og uden for garnisonerne, havde Melchior fortjenesten af tidlig at advare mod faren og betone lidelsens store smitsomhed, hvorved han kom i opposition til den da fremherskende antikontagionistiske strømning. Af den 1856 angående denne sygdom nedsatte kommission blev han medlem og foretog samme år med offentligt mandat en rejse for at gøre sig bekendt med de i udlandet trufne foranstaltninger mod sygdommen ligesom også med undervisningsmetoderne i udlandets blindeinstitutter. I 1857 blev han medlem af det nyoprettede instituts bestyrelse og deltog samme år som en af vicepræsidenterne i den oftalmologiske kongres i Brüssel; han blev også medlem af flere udenlandske oftalmologiske selskaber. I 1868 blev han læge ved Blindeinstituttet. I Foreningen til Fremme af blindes Selverhverv var han et meget virksomt bestyrelsesmedlem. 1856 blev han Ridder af Dannebrog og 1866 Dannebrogsmand. Han er begravet på Mosaisk Nordre Begravelsesplads. Der findes et portrætmaleri og buste af Carl Theodor Melchior fra ca. 1835. Maleri af ukendt ca. 1840. Tegning af J.V. Gertner uden år og xylografi af C.L. Sandberg 1872.